# Rayan Helal
Rayan Helal, né le 21 janvier 1999, est un coureur cycliste sur piste français, spécialiste des épreuves de vitesse. 

## Biographie
En 2015, Rayan Helal décroche chez les cadets (moins de 17 ans) les titres de champion de France de vitesse et de l'américaine. Il pratique également le cyclisme sur route, avant de choisir définitivement de s'investir sur la piste.
Chez les juniors (17/18 ans), il devient en 2016 champion de France de vitesse par équipes juniors, avec Florian Grengbo et Lucas Ronat. En mai de l'année suivante, il décide de s'orienter exclusivement sur les épreuves du sprint. Il se révèle au niveau international en signant durant l'été le doublé en vitesse individuelle : championnat du monde-championnat d'Europe, en battant à chaque fois le russe Dmitry Nesterov.
En décembre 2017, il participe avec les élites à sa première manche de Coupe du monde à Milton. Avec l'équipe de France de vitesse, il décroche deux podiums en vitesse par équipes. Il participe à ses premiers mondiaux élites à Apeldoorn quelques semaines plus tard, où il prend la quatorzième place du tournoi de vitesse. Au cours de l'été 2018, il devient  triple champion d'Europe espoirs en keirin, vitesse individuelle et vitesse par équipes,. Il est également double vice-champion de France du keirin et de la vitesse.
Fin 2018, lors de la manche de Coupe du monde de Berlin, il se classe troisième du tournoi de vitesse, après avoir notamment éliminé Jason Kenny en huitièmes de finale, puis Joseph Truman en quarts de finale. En demi-finales, il parvient à prendre une manche au champion du monde Matthew Glaetzer, puis gagne la petite finale en deux manches face au Polonais Mateusz Rudyk. 
En août 2019, il devient champion de France de vitesse en prenant sa revanche en finale face à Sébastien Vigier.
En février 2020, il se classe à la neuvième place (sur 27 participants) de l'épreuve du keirin courue au championnat du monde disputé à Berlin.
Il participe aux Jeux olympiques d'été de 2020 à Tokyo, où il est médaillé de bronze en vitesse par équipes avec Sébastien Vigier et Florian Grengbo. Aux mondiaux de Roubaix, disputés en octobre 2021, il devient vice-champion du monde de vitesse par équipes.
En 2023, il est sélectionné pour participer aux championnats du monde de cyclisme sur piste au cours de l'été. Il rejoint ensuite le club de Salon Cyclosport.
En juillet 2024, il appartient à la liste des coureurs retenus par la Fédération française de cyclisme pour prendre part aux épreuves sur piste des Jeux olympiques, où il ne décroche aucune médaille.
En mai 2025, tout comme Mathilde Gros, il annonce quitter le Centre olympique de Saint-Quentin-en-Yvelines et se rendre plutôt au vélodrome Toulon Provence Méditerranée à Hyères pour l'entrainement. Cela lui permet d'être plus proche de son domicile et de son club.

## Palmarès

### Jeux olympiques
| Édition / Épreuve | Keirin | Vitesse individuelle | Vitesse par équipes |
| Tokyo 2020        | 10e    | 17e                  | Bronze              |
| Paris 2024        |        | 14e                  | 4e                  |

### Championnats du monde
| Édition / Épreuve          | Keirin | Vitesse individuelle | Vitesse par équipes |
| Montichiari 2017 (juniors) |        | Or                   |                     |
| Apeldoorn 2018             |        | 14e                  |                     |
| Berlin 2020                | 9e     |                      |                     |
| Roubaix 2021               | 6e     | 8e                   | Argent              |
| Glasgow 2023               |        |                      | Bronze              |
| Ballerup 2024              |        |                      | 5e                  |

### Coupe du monde
- 2017-2018
  - 2e de la vitesse par équipes à Santiago
  - 3e de la vitesse par équipes à Minsk
- 2018-2019
  - 3e de la vitesse  à Berlin
- 2019-2020
  - 3e de la vitesse à Milton
  - 3e de la vitesse par équipes à Hong Kong

### Coupe des nations
- 2021
  - 3e de la vitesse à Cali
- 2022
  - 2e de la vitesse par équipes à Glasgow
- 2023
  - 2e de la vitesse par équipes au Caire
  - 3e de la vitesse par équipes à Jakarta
- 2025
  - 3e de la vitesse à Konya

### Ligue des champions
- 2024
  - 3e de la vitesse à Apeldoorn (II)

### Championnats d'Europe
| Édition / Épreuve     | Keirin | Vitesse individuelle | Vitesse par équipes                                                |
| Anadia 2017 (juniors) |        | Or                   |                                                                    |
| Aigle 2018 (espoirs)  | Or     | Or                   | Or (avec Melvin Landerneau et Florian Grengbo)                     |
| Gand 2019 (espoirs)   | Bronze | Bronze               | Argent (avec Melvin Landerneau et Sébastien Vigier)                |
| Apeldoorn 2019        | 6e     | 7e                   |                                                                    |
| Granges 2021          | 12e    |                      | Argent (avec Timmy Gillion et Sébastien Vigier)                    |
| Munich 2022           |        | Bronze               | Argent (avec Timmy Gillion, Melvin Landerneau et Sébastien Vigier) |
| Granges 2023          |        | Bronze               |                                                                    |
| Apeldoorn 2024        |        |                      | Argent (avec Florian Grengbo et Sébastien Vigier)                  |
| Heusden-Zolder 2025   |        | Bronze               | Or (avec Timmy Gillion et Sébastien Vigier)                        |

### Jeux européens
| Édition / Épreuve | Keirin | Vitesse par équipes                       |
| Minsk 2019        | Argent | Argent (avec Caleyron, Baugé et Lafargue) |

### Championnats de France
- 2016
  -  Champion de France de vitesse par équipes juniors (avec Florian Grengbo et Lucas Ronat)
  - 3e de l'américaine juniors
- 2017
  -  Champion de France du kilomètre juniors
  -  Champion de France de vitesse juniors
  -  Champion de France de vitesse par équipes juniors (avec Florian Grengbo et Nicolas Verne)
- 2018
  - 2e du keirin
  - 2e de la vitesse
- 2019
  -  Champion de France de vitesse
- 2022
  -  Champion de France de vitesse
  - 2e du kilomètre
  - 2e du keirin
- 2023
  -  Champion de France de vitesse
- 2024
  -  Champion de France de vitesse
  - 2e du keirin
- 2025
  -  Champion de France de vitesse
  - 2e du kilomètre

## Décorations
- Chevalier de l'ordre national du Mérite le 8 septembre 2021[13]